# Medalla del Servei Superior de Defensa
La Medalla del Servei Superior de Defensa (anglès: Defense Superior Service Medal) és una condecoració dels Estats Units, creada el 6 de febrer de 1976 pel President Gerald Ford i atorgada pel Secretari de Defensa a oficials militars que realitzin excepcionalment mèrits durant el servei de gran responsabilitat amb l'Oficina de Secretaria de Defensa, la Junta de Caps d'Estat o altres tasques encarregades pel Secretari de Defensa.
Va ser creada mitjançant l'Ordre Executiva 11904.
Se situa entre l'Estrella de Plata i la Legió del Mèrit.
És habitualment concedida a oficials superiors i generals. El primer a rebre-la va ser el Brigadier General John G. Jones, de l'Exèrcit, pel seu servei com a Assistent Militar al Secretari de Defensa entre febrer de 1972 i juliol de 1975.
El pentàgon es refereix al 5 serveis armats (Exèrcit, Marina, Marines, Guardacostes i Força Aèria). També al·ludeix al Quarter General del Departament de Defensa. L'àliga amb la corona i les fletxes és la que figura a l'escut del Departament de Defensa, i indica que la medalla és en nom del Secretari de Defensa. Les Estrelles signifiquen unitat i excel·lència en la realització de la missió del Departament de Defensa en benefici de la Nació.
Com és habitual, les concessions posteriors s'indiquen mitjançant fulles de roure a l'Exèrcit i a la Força Aèria, i mitjançant estrelles a la Marina, als Marines i als Guardacostes.

## Disseny
A l'anvers apareix una àliga platejada amb les ales esteses i tres fletxes a les potes (com figuren a l'escut del Departament de Defensa, sobre la figura d'un pentàgon en blau que apunta cap a dalt. Les ales de l'àliga es projecten sobre el pentàgon. Està envoltada per un anell, cobert de 9 estrelles a la part superior i d'una corona a la inferior, formada per fulles de llorer a l'esquerra i d'olivera a la dreta. Sobre el pit de l'àliga apareix l'escut dels Estats Units.
Al revers apareix sobre un arc la inscripció "FOR SUPERIOR SERVICE" (Pel Servei Superior), i sobre el pentàgon apareix la inscripció "FROM THE SECRETARY OF DEFENSE TO" (Del Secretari de Defensa A).
Penja d'una cinta de 3,5mm, composta per les següents franges: daurat (5 mm), blau (6,4mm), blanc (4,8mm), vermell (0,32mm), blanc (4,8mm), blau (6,4mm) i daurat (5 mm).